# Stratodus
Genre
Espèces de rang inférieur
- † S. apicalis Cope, 1872 (type)
- † S. indamanensis Michaut, 2002

Synonymes
- S. oxypogon Cope, 1877

Stratodus est un genre fossile de grands actinoptérygiens appartenant au groupe des Aulopiformes, ayant vécu du Santonien supérieur à l'Éocène.

## Description
Dans sa description de 1872, Edward Drinker Cope indique que ce genre se caractérise par une dentition de petite taille mais présentant un grand nombre de dents. Il fait penser en cela au genre Esox mais en diffère notamment par le manque de surfaces articulaires entre le maxillaire, le palatin, etc., dans le prolongement vers le haut du prémaxillaire, et la forme particulière des dents.

## Liste des espèces
Selon GBIF (3 juin 2023) et Paleobiology Database (3 juin 2023) :
- Stratodus apicalis Cope, 1872 - espèce type
- Stratodus oxypogon Cope, 1877

## Classification
Le nom valide complet (avec auteur) de ce taxon est Stratodus Cope, 1872,.

### Publication originale
- [1872] (en) Edward D. Cope, « On the Geology and Paleontology of the Cretaceous Strata of Kansas », Preliminary Report of the United States Geological Survey of Montana and Portions of Adjacent Territories,‎ 1872, p. 318-349 (OCLC 369926197, lire en ligne). .